# XIII lat
XIII lat – album koncertowy zespołu Defekt Muzgó wydany w 1994 przez wytwórnię Silverton. Materiał nagrano podczas koncertów w 1993 w Jeleniej Górze i Wałbrzychu.

## Lista utworów
| Strona A | Strona A        | Strona A |
| Nr       | Tytuł utworu    | Długość  |
| -------- | --------------- | -------- |
| 1.       | „Fortuna”       |          |
| 2.       | „Pokolenie”     |          |
| 3.       | „Nuda”          |          |
| 4.       | „Full”          |          |
| 5.       | „Gwiazdeczki”   |          |
| 6.       | „Polityk”       |          |
| 7.       | „A ja żyję”     |          |
| 8.       | „Kanibalizm”    |          |
| 9.       | „Pornografia”   |          |
| 10.      | „Blues piwnica” |          |

| Strona B | Strona B               | Strona B |
| Nr       | Tytuł utworu           | Długość  |
| -------- | ---------------------- | -------- |
| 1.       | „Siekiery”             |          |
| 2.       | „Urodziny”             |          |
| 3.       | „Norma”                |          |
| 4.       | „Kłamstwa”             |          |
| 5.       | „Piosenka partyzancka” |          |
| 6.       | „Uciekajmy”            |          |
| 7.       | „Czarna i biała”       |          |
| 8.       | „Gdzie jest prawda?”   |          |
| 9.       | „Jolka”                |          |
| 10.      | „Wszyscy jedziemy”     |          |

## Twórcy
- Tomasz „Siwy” Wojnar – śpiew, gitara
- Dariusz „Picek” Pacek – gitara basowa, śpiew
- Krzysztof „Heban” Migdał – perkusja, śpiew

Realizacja
- Maciej Marchewka – realizacja nagrań
- Paweł Lulis – produkcja